# Gary Alexander
Gary R. Alexander, (Jacksonville, Florida, 1 de noviembre de 1969) es un exbaloncestista estadounidense. Con 2.01 de estatura, su puesto natural en la cancha era el de ala-pívot.

## Trayectoria profesional
- Gaiteros del Zulia  (1992)
- Miami Heat (1993)
- Pallacanestro Aurora Desio (1994)
- Cleveland Cavaliers (1994)
- Strasbourg IG  (1994-1995)
- Club Baloncesto Estudiantes (1995)
- Dragons Rhöndorf (1995-1996)
- Beşiktaş (1996-1997)
- CB Breogán (1997)
- Prokom Trefl Sopot (1997-1998)
- BCM Gravelines (1998-2001)
- Cáceres Club Baloncesto (2001)
- CB Gran Canaria (2001-2002)
- Prokom Trefl Sopot (2002)
- STB Le Havre (2003-2004)
- Chorale Roanne Basket  (2004-2006)